# دوري السوبر الأوغندي 1982
دوري السوبر الأوغندي 1982 (بالإنجليزية: 1982 Uganda Super League)‏ هو موسم من دوري السوبر الأوغندي. أشرف على تنظيمه اتحاد أوغندا لكرة القدم، وكان عدد الأندية المشاركة فيه 10، وفاز فيه نادي ناكيفوبو فيلا.